# Late Model

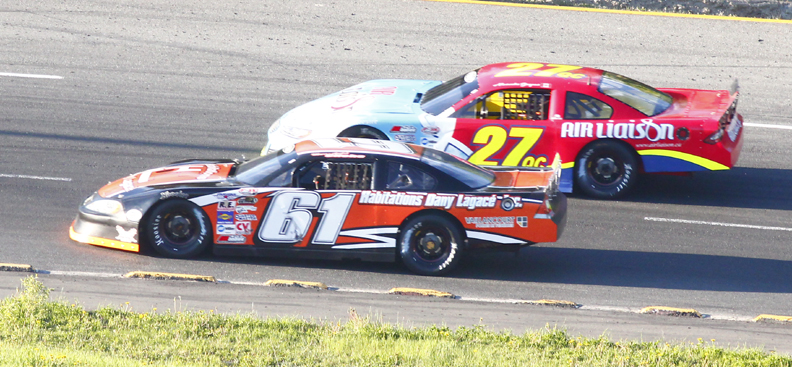
Voitures Super Late Model de la série PASS North.

Late Model (terme anglophone signifiant littéralement « dernier modèle ») est un type de voitures de course stock-car, très répandu aux États-Unis et au Canada. Il s'agit généralement de la plus haute classe de stock-cars dans les courses locales. Les règles pour la construction d'un Late Model varient de région en région et même de piste en piste. Les variations les plus communes (sur les pistes asphaltées) sont les Super Late Model (SLM) ou Pro Stock, les Late Model Sportsman (LMS) et les Limited Late Models (LLM). Au Québec, cette dernière catégorie est appelée simplement « Sportsman ».
Un Late Model peut être une machine construite sur mesure ou une voiture de série fortement modifiée. Les organismes sanctionnant des courses locales ou des séries itinérantes (comme NASCAR, ARCA, ACT, PASS ou OSCAAR) maintiennent leurs propres règlementations, et même des pistes individuelles peuvent maintenir leurs propres livres de règlements, ce qui signifie qu'un Late Model légal dans une série ou sur un circuit peut ne pas être légal dans une autre série ou sur un autre circuit sans modifications.
Au Québec, sur les pistes asphaltées, on retrouve principalement les Super Late Model (sous sanction PASS), les Late Model Sportsman (sous sanction ACT) et deux sanctions « Sportsman », la première évoluant sous l'égide de la Série Sportsman Québec et l'autre sous la sanction ANCA (Association nationale de course automobile) évoluant à l'autodrome St-Eustache.